# 天廪三

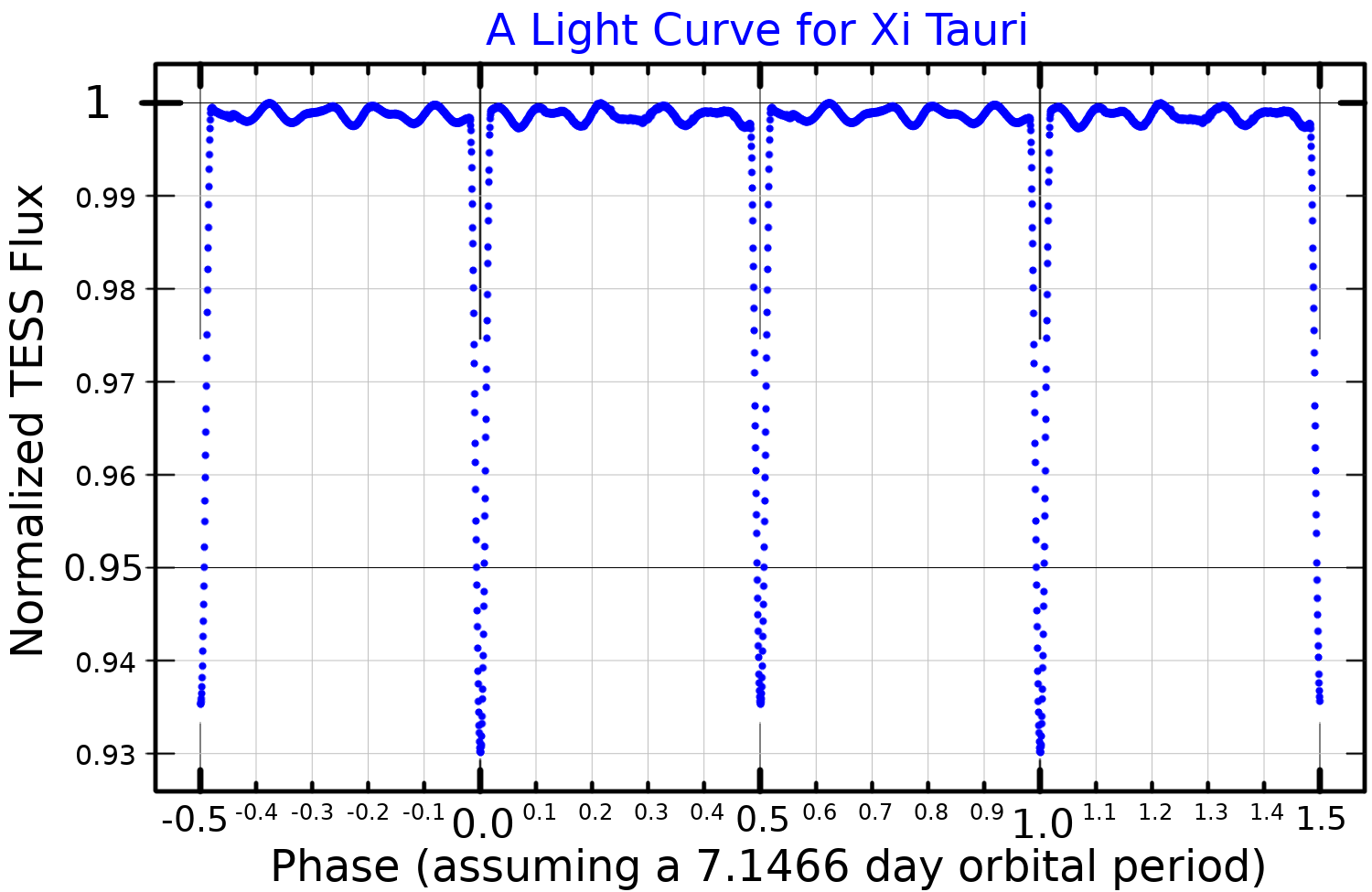
基于TESS卫星数据绘制的ξ 星座τ星的光变曲线

天廪三，即金牛座ξ（ξ Tau，ξ Tauri）是一个位于金牛座的三合星系统，距离地球约222光年。
天廪三是一个分光双星和食双星系统。它由三颗蓝白色B-型主序星组成，其中两颗恒星在一个很近的轨道相互旋转，周期为7.15天。这两颗星又和第三颗星以145天的周期相互旋转。这个恒星系统的视星等为+3.73，但由于在旋转过程中，一颗恒星可能被另外一颗恒星所遮掩，因此它的视星等在+3.70至+3.79之间变化。